# No le digas a nadie
No le digas a nadie o Que nadie se entere (Don't Tell a Soul en inglés), es una película de suspenso estadounidense de 2020, escrita y dirigida por Alex McAulay en su debut como director. La película tuvo su estreno mundial en el Festival de cine estadounidense de Deauville el 8 de septiembre de 2020. 

## Sinopsis
Matt, de 17 años, asesina a su hermano Joey, de 14, para ayudar a ocultar un robo en una casa remota en medio del bosque, la cual se haya deshabitada por estar siendo fumigada; esto, le dice a su pequeño hermano, para ayudar a su madre moribunda, Carol. Tras el robo, un guardia de seguridad los ve a las afueras de la casa y los persigue por el bosque, cuando cae por accidente en un pozo abandonado. Joey quiere ayudar al guardia, pero Matt le insiste que deben dejarlo allí para que no pueda delatarlos, y ambos hermanos abandonan el lugar. 
En los días posteriores Joey visita regularmente y a escondidas al guardia, conversa con él y le lleva agua, comida y un saco de dormir y un walkie-talkie enlazado únicamente con el walkie-talkie de Joey. En sus pláticas, el guardia le dice que su nombre es Dave Hamby. Matt descubre las visitas de su hermano y, enojado, orina sobre el guardia y le ordena a su hermano no volver a contactarlo. Joey continúa vinculándose con el hombre y Matt se entera. Matt le pide a su hermano acompañarlo de nuevo a la casa en fumigación, donde roba un tanque de pesticida y lo arroja abierto al hoyo, para matar a Hamby, ante los gritos de Joey. 
Joey se entera de que Matt usó parte del dinero robado para hacer una fiesta en un motel, por lo que lo confronta, tienen un altercado y Matt amenaza y golpea a Joey. Poco después Joey se entera por las noticias de la televisión que está viendo Carol que el hombre del pozo es en realidad Randy Michael Sadler, un fugitivo buscado por asesinar a su esposa e hijos. Joey escucha a Randy por el walkie-talkie, así que regresa al hoyo y descubre que Randy sobrevivió usando la máscara de gas que Joey dejó caer durante la persecución. Randy admite que robó el uniforme de un guardia de seguridad y estaba tratando de recuperar el dinero robado para sí mismo. Joey saca a Randy del pozo a cambio de que este castigue a Matt y luego lo lleva a su casa, donde Carol reconoce a Randy y se asusta que su hijo esté ayudando a un criminal. Randy toma un par de cosas, incluidas las llaves del carro y sale con Joey a buscar a Matt. 
Mientras esto ocurría, Matt ve a policías en la casa que robaron y se acerca a dos oficiales para decirles que su hermano Matt robó el dinero. Matt acompaña en la patrulla a los oficiales hacia su casa, donde encuentran a Randy saliendo en el carro junto a Joey. Randy se baja y dispara a los oficiales. Ambos son alcanzados por las balas, pero Joey evita que Randy los mate. Randy, acompañado por Joey, toma a Matt, lo lleva al agujero en medio del bosque y lo obliga a meterse. Persuadido por Randy, Joey le grita a Matt insultos llenos de ira acumulada. Luego Randy empuja a Joey al agujero, donde Matt lo golpea con rabia hasta dejarlo inconsciente. Randy comienza a alejarse cuando se topa con Carol frente a él apuntándole con un arma. Luego de un intercambio de palabras, Carol dispara a Randy, matándolo. Entretanto, el ahora temeroso Matt trata desesperadamente de despertar a Joey, hasta que lo logra. Matt y Joey se abrazan mientras Carol viene a rescatarlos.

## Reparto
- Jack Dylan Grazer como Joey.
- Fionn Whitehead como Matt.
- Rainn Wilson como Randy Michael Sadler.
- Mena Suvari como Carol.

## Producción y lanzamiento
En enero de 2019 se anunció que Jack Dylan Grazer, Fionn Whitehead, Rainn Wilson y Mena Suvari se habían unido al elenco de la película, con Alex McAulay dirigiendo por primera vez y un guion de su autoría.
La película tuvo su estreno mundial en el Festival de Cine de Deauville el 8 de septiembre de 2020. Estaba programada a estrenarse en el Festival de Cine de Tribeca el 23 de abril de 2020, pero este fue cancelado debido a la pandemia de COVID-19. Poco después, Saban Films adquirió los derechos de distribución de la película en América del Norte. La misma se estrenó el 15 de enero de 2021 en 115 cines y en VOD por Saban. Al final de su tercer fin de semana de estreno, había recaudado $ 167,000 en cines.

## Recibimiento
En el agregador de reseñas Rotten Tomatoes, la película tiene un índice de aprobación del 71 % basado en 14 reseñas, con una calificación promedio de 5.6/10. En Metacritic, la película tiene una puntuación media ponderada de 45 de 100, basada en cuatro críticas.